# لي فيكرز
لي فيكرز (بالإنجليزية: Lee Vickers)‏ هو لاعب كرة قدم أمريكية أمريكي، ولد في 13 مارس 1981.

## وصلات خارجية
- لي فيكرز على موقع مرجع كرة القدم المحترفة.كوم (الإنجليزية)
- لي فيكرز على موقع JustSportsStats.com (الإنجليزية)